# Jean-Baptiste Charles Bouvet de Lozier
Jean Baptiste Charles Bouvet de Lozier (14. ledna 1705 – 1786) byl francouzský mořeplavec, průzkumník a guvernér Maskarén.
Ve věku sedmi let osiřel a po studiích v Paříži byl poslán na studia navigace do Saint-Malo.
Roku 1731 se stal poručíkem Francouzské Východoindické společnosti.

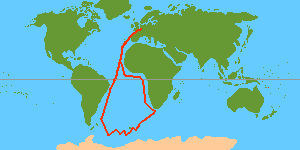
Trasa plavby Charlese Bouveta

Byl pověřen velením dvou lodí, které byly vyslány na průzkum jižního Atlantského oceánu. S loděmi Aigle a Marie objevil 1. ledna 1739 malý ostrov, který byl po něm pojmenován Bouvetův ostrov. Krátce poté byl nucen ukončit expedici, protože většina jeho posádky onemocněla. Poté se vrátil na mys Dobré naděje a později do Francie. V roce 1749 po této expedici byl jmenován guvernérem Maskarén, poprvé vykonával funkci v letech 1750–1752, podruhé v letech 1757–1763.